# Jean-Pierre Rassam
Jean-Pierre Rassam (* 14. Oktober 1941 in Beirut, Libanon; † 28. Januar 1985 in Paris) war ein französischer Filmproduzent syrischer Abstammung.
Rassam war seit 1982 mit der französischen Schauspielerin Carole Bouquet verheiratet. Beide hatten zusammen einen Sohn, den später ebenfalls Filmproduzent gewordenen Dimitri Rassam.

## Leben
Jean-Pierre Rassam lebte seit 1949 in Frankreich, zunächst in Neuilly, später in Paris. Nach dem Schulabschluss studierte er einige Semester am renommierten Institut Sciences Po. Über seine Verwandtschaft mit dem Produzenten und Regisseur Claude Berri – seine Schwester Anne-Marie hatte Berri im Jahr 1967 geheiratet – und seine Freundschaft mit dem Drehbuchautor Gérard Brach fand er Zugang zu Pariser Filmkreisen. Eine Leitfigur wurde für ihn in dieser Zeit der Filmproduzent Barbet Schroeder, der die unabhängige Gesellschaft „Les Films du Losange“ gegründet hatte.
Rassams erfolgreiche Zeit als Filmproduzent waren die 1970er Jahre. Auf sie folgten Jahre der Alkohol- und Drogenabhängigkeit, aus der er sich weitgehend befreien konnte.
Die Ursache des frühen Todes des nur 43-jährigen Rassam wurde nie zweifelsfrei geklärt. Darstellungen, wonach er an einer Überdosis von Beruhigungsmitteln gestorben sei, widersprach Carole Bouquet noch lange Zeit später und bezeichnete seinen Tod als „einen Unfall“.

## Werk
Gérard Brach hatte sich bereits einen Namen als Drehbuchautor für Roman Polanski gemacht, als er 1970 / 1971 seine beiden eigenen Filme La maison und Le bateau sur l’herbe realisierte. Diese wurden nach der Produktion einiger Kurzfilme die ersten langen Spielfilme, für die Jean-Pierre Rassam als Produzent verantwortlich war. Wenig später folgte Rassams erster großer kommerzieller Erfolg. Gemeinsam mit Maurice Pialat gründete er die „Lido Films“, die die Produktion von Pialats Film Nous ne vieillirons pas ensemble (Wir werden nicht zusammen alt) übernahm, den annähernd zwei Millionen Zuschauer sahen. In der Folgezeit produzierte Rassam Filme unterschiedlichster Genres, von Essayfilmen Jean-Luc Godards bis zu Marco Ferreris „Konsum-Orgie“ La grande bouffe (Das große Fressen), und mit unterschiedlichstem Publikumszuspruch, so spielte z. B. Robert Bressons Film Lancelot du Lac (Lancelot, Ritter der Königin) die Produktionskosten nicht annähernd wieder ein. 
Dennoch sah er sich 1975 finanziell in der Lage, sich um die Übernahme des zum Verkauf stehenden Filmkonzerns Gaumont zu bewerben. Den Zuschlag erhielt allerdings einer der Erben der Familie Schlumberger, Nicolas Seydoux, und neuer Gaumont-Generaldirektor wurde Daniel Toscan du Plantier. Jean-Pierre Rassams letzte Arbeit in den 1970ern war die eines Associate Producers bei Polanskis Film Tess.

## Filme (Auswahl)
- 1968 Oratorio for Prague; Produzent
- 1970 La Maison; Produzent
- 1971 Le bateau sur l’herbe; Produzent
- 1972 Alles in Butter (Tout va bien); Ausführender Produzent, Produzent
- 1972 Die große Masche (Tout le monde il est beau, tout le monde il est gentil); Produzent, Tänzer
- 1972 Wir werden nicht zusammen alt (Nous ne vieillirons pas ensemble); Produzent
- 1973 Das große Fressen (La grande bouffe); Produzent
- 1973 Pardon, Genossen! Edel sei der Mensch, hilflos und reich (Moi y'en a vouloir des sous); Produzent
- 1974 Berühre nicht die weiße Frau (Touche pas à la femme blanche); Produzent
- 1974 Die Chinesen in Paris (Les Chinois à Paris); Produzent
- 1974 Idi Amin Dada; Produzent
- 1974 Lancelot, Ritter der Königin (Lancelot du Lac); Produzent
- 1975 Numéro deux (Numero 2); Produzent
- 1976 Hier und anderswo (Ici et ailleurs); Produzent
- 1976 Comment ça va?; Produzent
- 1979 Tess; Co-Produzent